# Wray (Colorado)
Wray település az Amerikai Egyesült Államok Colorado államában, Yuma megyében, melynek megyeszékhelye is.. Lakosainak száma 2358 fő (2020. április 1.).

## Népesség
A település népességének változása:

| 2010 | 2 342 |
| 2020 | 2 358 |